# Agrotis corticea
Agrotis corticea là một loài bướm đêm trong họ Noctuidae.